# Auerhühner
Auerhühner (Tetrao) sind eine Vogelgattung aus der Familie der Fasanenartigen (Phasianidae), die zur Ordnung der Hühnervögel (Galliformes) gehört. Die Gattung kommt ausschließlich in der Paläarktis vor. Das Steinauerhuhn ist in Sibirien beheimatet. Das Auerhuhn, dem je nach Quelle bis zu zwölf Unterarten zugerechnet werden, kommt im Norden Eurasiens vor und überlappt sich in Teilen Zentralsibiriens mit dem Steinauerhuhn. Gelegentlich werden der Gattung auch noch das Birkhuhn und das Kaukasus-Birkhuhn zugerechnet. In jüngerer Literatur werden diese beiden Arten jedoch in der Regel einer eigenständigen Gattung, nämlich den Birkhühnern zugeordnet.
Ähnlich wie Birkhühner haben Auerhühner lange, befiederte Läufe, aber nackte Zehen. Das Schwanzgefieder besteht aus 18 langen und breiten Schwanzfedern. Während der Balz werden diese aufgestellt und gespreizt.

## Arten
Zur Gattung werden zwei Arten gerechnet.
- Steinauerhuhn, Tetrao parvirostris, östliches Sibirien, nördliche Mongolei
- Auerhuhn, Tetrao urogallus, nördliches Eurasien

## Belege

### Einzelbelege
1. ↑  Zootierliste
2. ↑   siehe beispielsweise Madge, S. 368